# Заморіївка
Заморі́ївка — село в Україні, у Заводській міській громаді Миргородського району Полтавської області. Населення становить 5 осіб. Орган місцевого самоврядування — Заводська міська рада.

## Географія
Село Заморіївка знаходиться на правому березі річки Буйлів Яр, вище за течією на відстані 1 км розташоване село Яремівщина, нижче за течією на відстані 1 км розташоване село Нижня Будаківка.

## Сьогодення
На сьогодні в селі офіційно проживає 12 осіб [Архівовано 16 грудня 2021 у Wayback Machine.], фактично — п'ять осіб. Інфраструктура відсутня, заклади культури і торгівлі відсутні.